# Edda (Mops)
Edda (nach Verkauf in Wilma umbenannt) ist ein Mops, der Ende 2018 von der Stadt Ahlen gepfändet und auf eBay Kleinanzeigen (heute Kleinanzeigen) verkauft wurde. Es folgte ein Rechtsstreit, da der Hund nicht wie angegeben „kerngesund“ war. Das Tier musste sich teuren Operationen unterziehen und benötigt künftig weitere medizinische Behandlung.
Daneben warf der Fall weitere Fragen auf: Darf ein Hund gepfändet werden? Kann ein gepfändeter Hund über einen privaten Account im Internet verkauft werden? Zudem berührt der Fall problematische Themenbereiche wie Online-Tierhandel oder Qualzucht.

## Geschichte
Edda wurde Ende 2018 per Zwangsvollstreckung gepfändet, weil die betroffene Familie bei der Stadt Ahlen mit den Hundesteuerzahlungen in Verzug war. Ein städtischer Mitarbeiter bot den Hund auf seinem privaten Ebay-Account für 750 Euro an und pries ihn als „kerngesund“ und „mit Stammbaum“. Der Fall erregte auch internationale Aufmerksamkeit. Es ist strittig, ob Haustiere überhaupt gepfändet werden können. Auf keinen Fall dürfen „gepfändete Sachen“ über private Online-Accounts verkauft werden. Der Deutsche Tierschutzbund kritisierte in diesem Zusammenhang den Verkauf von Haustieren über Internetplattformen scharf.
Die Hündin wurde am 6. Dezember 2018 für 690 Euro von einer Polizistin erworben, die das Tier in Wilma umbenannte. Der Verkaufserlös soll der Stadtkasse Ahlen zugeflossen sein. Es stellte sich heraus, dass Edda schon beim Kauf krank gewesen war und mehrere teure Augenoperationen benötigte. Die Käuferin klagte vor dem Amtsgericht Ahlen auf Schadensersatz. Der Fall ging an das Landgericht (LG) Münster, unter anderem wegen des hohen Streitwerts von rund 20.000 Euro, wobei neben den bereits angefallenen Kosten auch zukünftige Kosten bei einer Lebenserwartung von 15 Jahren berücksichtigt sind. Ein Gutachten stellte fest, dass Möpse eine „der am schwersten von Qualzucht betroffenen Rassen“ seien, und dass ein Käufer daher nicht davon ausgehen könne, ein Mops sei beim Kauf gesund. Die Klägerin stellte einen Befangenheitsantrag gegen den Experten, der aber abgelehnt wurde. Nach einer Beschwerde der Klägerin wurde der Fall an das Oberlandesgericht (OLG) Hamm weiterverwiesen. Das OLG wies die Beschwerde zurück, so dass der Zivilprozess am LG Münster fortgesetzt wurde.
Das Landgericht Münster wies 2023 die Klage der Käuferin weitestgehend zurück. Es konnte nicht festgestellt werden, dass das Tier neben einer Augenreizung noch weitere Krankheiten hatte. Die Stadt Ahlen muss der Frau lediglich angefallene Kosten im Bereich von mehreren Hundert Euro erstatten. Der Fall wurde erneut dem OLG Hamm vorgelegt.
Der Streitwert wurde auf bis zu 19.000 Euro beziffert. Da es am 21. Oktober 2024 vor dem OLG nicht zu einem Vergleich kam, entschied das OLG: die Berufung wurde abgewiesen, das Urteil des LG blieb gültig.